# Pommritz
Pommritz (serbołużycki: Pomorcy) – wieś na terenie gminy Hochkirch, w powiecie Budziszyn, w kraju związkowym Saksonia w Niemczech. Miejscowość leży na obszarze historycznego osadnictwa Serbołużyczan i liczy 187 mieszkańców.

## Historia
Wieś wymieniona po raz pierwszy w źródłach historycznych w 1359 r. jako Pomyrwicz. W 1846 r. powstał dworzec kolejowy Pommritz na linii kolejowej Budziszyn-Görlitz. Połączenie kolejowe przyczyniło się do rozwoju miejscowości.